# Rivière Jack
Der Rivière Jack (auch: River Jack) ist ein Fluss im Parish Saint Patrick von Dominica.

## Geographie
Der Rivière Jack entspringt mit mehreren Quellbächen am Sattel zwischen den Südausläufern des Morne Watt und Foundland. Einer der Bäche bildet die Jack Falls (⊙). Insgesamt verläuft der Bach nach Osten und mündet im Tiefland, südlich von Laroche bei Delicés von rechts und Westen in die Rivière Blanche, nachdem er noch weitere Zuflüsse von Foundland erhalten hat.
Der Perdu Temps Trail folgt streckenweise dem Bach.